# Padre Hurtado
Padre Hurtado – miasto w Chile, położone w południowo-zachodniej części regionu metropolitalnego Santiago. Przez miasto przebiega autostrada Ruta 78 i linia kolejowa.

## Demografia
Źródło.